# 200 (Stargate SG-1)
200 és el sisè episodi de la desena temporada de la sèrie de televisió Stargate SG-1, i el número 200 de tota la sèrie. Es tracta del primer capítol en el qual apareix el membre original del SG-1, Jack O'Neill (Richard Dean Anderson), des de l'episodi de la novena temporada "Origin". L'episodi va guanyar el premi Constellation de 2007 en la categoria de Millor pel·lícula o guió de ciència-ficció de 2006, i va ser nominat per al premi Hugo de 2007 en la categoria de «Millor presentació dramàtica, versió breu».
A diferència del to més seriós de la història global de la temporada, "200" és una lleugera paròdia tant de Stargate SG-1 com d'altres sèries de ciència-ficció, i de pel·lícules com El Mag d'Oz. Va rebre una mitjana d'audiència d'1,9 punts, sent un dels pocs episodis de la temporada que van sobrepassar la mitjana d'audiència de la temporada anterior. "200" també va rebre elogis de manera gairebé universal pel seu humor i el seu guió. Malgrat el seu espectacular rendiment, poc després de la seva emissió, el canal Sci Fi va anunciar que la sèrie no seria renovada per una temporada més.

## Argument
Martin Lloyd (Willie Garson), un extraterrestre reconvertit en escriptor, torna al Comando Stargate per demanar l'ajuda de l'equip del SG-1 amb el seu guió per a l'adaptació al cinema de la seva sèrie de televisió Wormhole X-Treme, esmentada amb anterioritat en l'episodi "Wormhole X-Treme!". L'equip té moltes reticències, especialment el coronel Cameron Mitchell (Ben Browder), qui té moltes ganes d'anar a una missió a un altre planeta, ja que el seu proper viatge serà el número 200 que faci a través del Stargate. No obstant això, problemes tècnics empedecen a l'equip del SG-1 partir a la missió, i no els queda més remei que col·laborar amb Martin sota les ordres del general Landry (Beau Bridges), ja que el Pentàgon creu que una pel·lícula de ciència-ficció reeixida sobre els viatges intergalácticos a través des forats de cuc serviria com una bona tapadora per mantenir el veritable Programa Stargate en secret.
No obstant això, la sessió ràpidament degenera en comentar cadascun dels membres de l'equip les seves pròpies versions del que és una pel·lícula d'èxit de ciència-ficció, incloent una invasió zombi (cortesia de Mitchell), una missió que no s'havia vist prèviament en la qual O'Neill es torna invisible (de Carter), "tributs" al Mag de Oz i Farscape (de Vala; l'actriu que la interpreta -Claudia Black-, havia participat en aquesta sèrie), i Teal'c com un detectiu privat (per part del mateix Teal'c). També es mostren unes escenes en les quals l'equip s'imagina una versió "més jove i atrevida" del SG-1 (sorgida arran de la proposta de l'estudi de reemplaçar al repartiment original de Wormhole X-Treme), una escena suggerida per Martin que resulta ser científicament inexacta i excessivament basada en Star Trek, una versió reimaginada de la pel·lícula original en la qual els personatges són marionetes, i unes noces imaginàries protagonitzades pel retorn del general Jack O'Neill (Richard Dean Anderson).
Finalment, la sessió d'idees no serveix per res, ja que l'estudi decideix cancel·lar la pel·lícula en favor de renovar la sèrie una temporada més. Al final de l'episodi, l'atenció es dirigeix a deu anys en el futur, on el repartiment i l'equip de Wormhole X-Treme estan celebrant el seu episodi 200 i els plans renovats de fer una pel·lícula.

## Producció
El productor executiu Robert C. Cooper va assenyalar que malgrat el contingut significativament diferent de l'episodi, no es va trigar més temps a rodar "200" – principalment perquè la major part del rodatge va tenir lloc en el set de la sala de conferències. D'altra banda, va ser més car de l'habitual, a causa de les seqüències inusuals. Per exemple, les marionetes usades van ser creades per Chiodo Bros, qui també va fer les marionetes del Team America: World Police; cadascuna va costar uns 25.000 dòlars, i els cables que les manejaven van haver de ser reafegits mitjançant IGC en la postproducció, ja que amb prou feines es veien. Diversos sets existents van ser reutilitzats per a l'ocasió; per exemple, el pont de la nau espacial Dédalo es va emprar per fer una paròdia de Star Trek: la sèrie original, mentre que el set de la producció germana Stargate Atlantis es va emprar com la sala del mag de Oz.

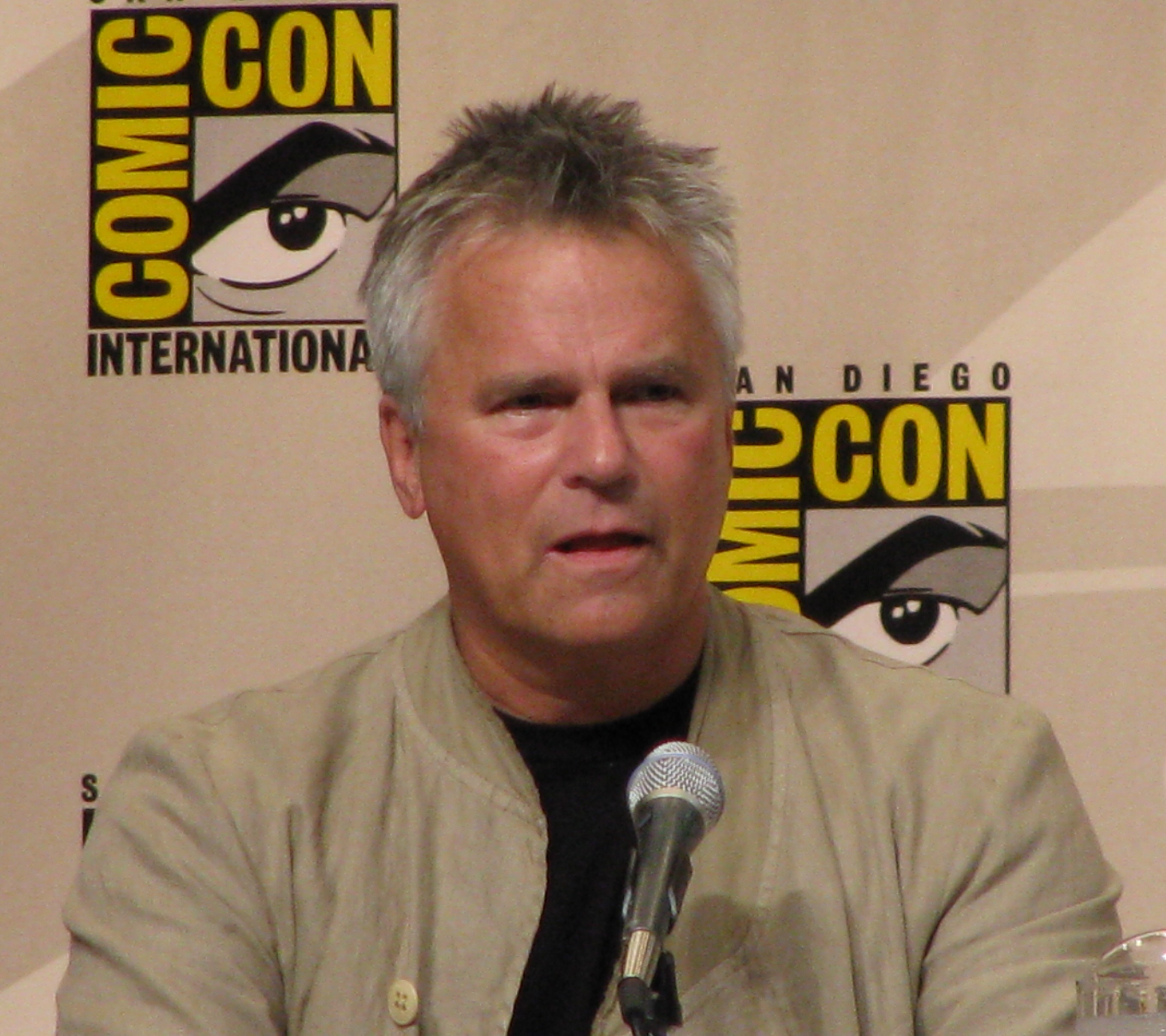
Richard Dean Anderson va tornar com convidat especial a la sèrie gràcies a aquest episodi.

En una entrevista sobre la desena temporada de Stargate, Cooper i Brad Wright van dir que existia una fina línia que separava l'humor dels episodis habituals del camp. Encara que les bromes sense sentit se solen limitar en els episodis normals, la línia entre humor i camp es creua deliberadament en "200" de manera freqüent. Els productors fins i tot van parlar de recrear una part de Blazing Saddles que trenca la quarta paret, però no van poder permetre's els cavalls.
Els productors es van assegurar que l'episodi tingués molta publicitat, anunciant la possibilitat que O'Neill, el personatge de Richard Dean Anderson, tornaria per a l'episodi. Joe Mallozzi, productor executiu de la sèrie, també va donar a entendre que els fans de la sèrie per fi coneixerien als furlings, una enigmàtica raça a la qual es fa referència en l'episodi de la segona temporada "The Fifth Race", però que mai va arribar a veure's. Malgrat les escenes forassenyades, molts dels moments favorits dels guionistes no van arribar a la producció a causa de problemes de temps. Cooper va assenyalar que un sketch de l'illa de Gilligan va ser llevat del guió.